# Nyctemera bipunctata
Nyctemera bipunctata är en fjärilsart som beskrevs av Engbert Jan Nieuwenhuis 1948. Nyctemera bipunctata ingår i släktet Nyctemera och familjen björnspinnare. Inga underarter finns listade i Catalogue of Life.